# Hammer SpVg
Maillots
Le Hammer SpVg est un club sportif allemand localisé à Hamm en Rhénanie-du-Nord-Westphalie.
Outre le football, le club, qui compte plus de 1 500 membres, propose plusieurs sections, dont l’aïkido, la danse, le judo, le fitness, la gymnastique, la gymnastique aquatique, le handball, le volley-ball…

## Histoire
Le club fut créé le 11 avril 1903 sous le nom de Hammer FC. En juillet 1912, il fut rejoint par le Gymnasialer FC Hamm (fondé le 25 février 1903).
En 1919, peu après la Première Guerre mondiale, le Hammer FC fusionna avec le Hammer Turnverein 1859 pour former le TuS 1859/1903 Hamm. Cette union perdura jusqu’en 1922, quand le HFC se trouva un nouveau partenaire: le Hammer Sportverein 1904 avec lequel il créa le Hammer SpVgg 03/04.
Le club fusionné rencontra rapidement certains succès et monta dans la plus haute ligue régionale de la Rheinisch Westfälischer Spielverband. Il en fut vice-champion en 1929 et s’adjugea le titre en 1932. 
Après la création des Gauligen selon les exigences des Nazis dès leur arrivée au pouvoir, en 1933, le Hammer SpVgg 03/04 n’ y accéda pas et resta dans les séries inférieures. 
Après la Seconde Guerre mondiale, le club fut dissous par les Alliés, comme tous les clubs et associations allemands (voir Directive n°23). Il fut rapidement reconstitué. 
En 1966, le club obtint le titre de la Verbandsliga Westfalen et monta en Regionalliga West, soit l’équivalent de la Division 2. Ce fut le plus haut point atteint par le cercle qui ne resta qu’une seule saison dans cette ligue.
Le Hammer SpVg passa plusieurs saisons dans l’anonymat des séries inférieures, puis au terme de la saison 1979-1980 accéda à l’Oberliga Westfalen, à ce moment 3e niveau du football allemand. Le club y passa dix saisons puis redescendit en 1990.
Quatre ans plus tard, Hammer SpVg revint en Oberliga mais à ce moment, cette ligue, si elle gardait le nom d’Oberliga Westfalen, se situait au 4e niveau à la suite de l’instauration des Regionalligen en 3e étage. Le bail dura cinq saisons puis le cercle retourna en Verbandsliga.
En fin d’exercice 2005-2006, le Hammer remonta en Oberliga Westfalen. En 2008, le club se classa 8e. Cela fut synonyme de retour au 5e niveau, en raison de la création de la 3. Liga, pour la saison suivante. Le cercle fut versé dans une ligue appelée Oberliga Nordrhein-Westfalen (familièrement abrégée NRW Liga, fruit de la fusion de l’Oberliga Nordrhein et de l’Oberliga Westfalen.
Le cercle conclut sa première saison de NRW Liga à la 16e place mais put se maintenir en raison de plusieurs relégations contraintes par refus de licence ou de renoncements volontaires. Cependant, au terme du championnat 2009-2010 Hammer SpVg, 17e sur 19, fut relégué en sixième division.

## Palmarès

### Hammer SV
- Champion de Westphalie : 1920.

### Hammer SpVg
- Champion de la Verbandsliga Westfalen : 1966, 1980, 1993, 2006.

## Joueurs emblématiques
- Markus Bollmann, ensuite DSC Arminia Bielefeld
- Frank Fahrenhorst, ensuite FC Schalke "II"
- Mike Hanke, ensuite Hannover SV 96
- Horst Hrubesch ex-Rot-Weiss Essen, Hamburger SV, R. Standard de Liège,...
- Michael Melka ex-SC Preussen Münster, B. M'Gladbach puis Fortuna Düsseldorf